# Rębiechowo (powiat kartuski)
Rębiechowo (dodatkowa nazwa w języku kaszubskim Rãbiechòwò, niem. Ramkau) – wieś w Polsce położona w województwie pomorskim, w powiecie kartuskim, w gminie Żukowo na historycznej trasie magistrali węglowej (Maksymilianowo-Kościerzyna-Gdynia) – obecnie przystanek Rębiechowo w ramach połączeń Pomorskiej Kolei Metropolitalnej. Wschodnia część wsi została włączona do Gdańska w 1973 roku.
Wieś jest siedzibą sołectwa Rębiechowo, w którego skład wchodzi również miejscowość Barniewice. W centrum wsi, przy sklepie stoi zabytkowa kapliczka z 1899 r. poświęcona św. Józefowi.
Przez Rębiechowo przejeżdża autobus linii PKS numer 810 i linii ZTM Gdańsk numer 126. 
W latach 1975–1998 miejscowość administracyjnie należała do województwa gdańskiego.

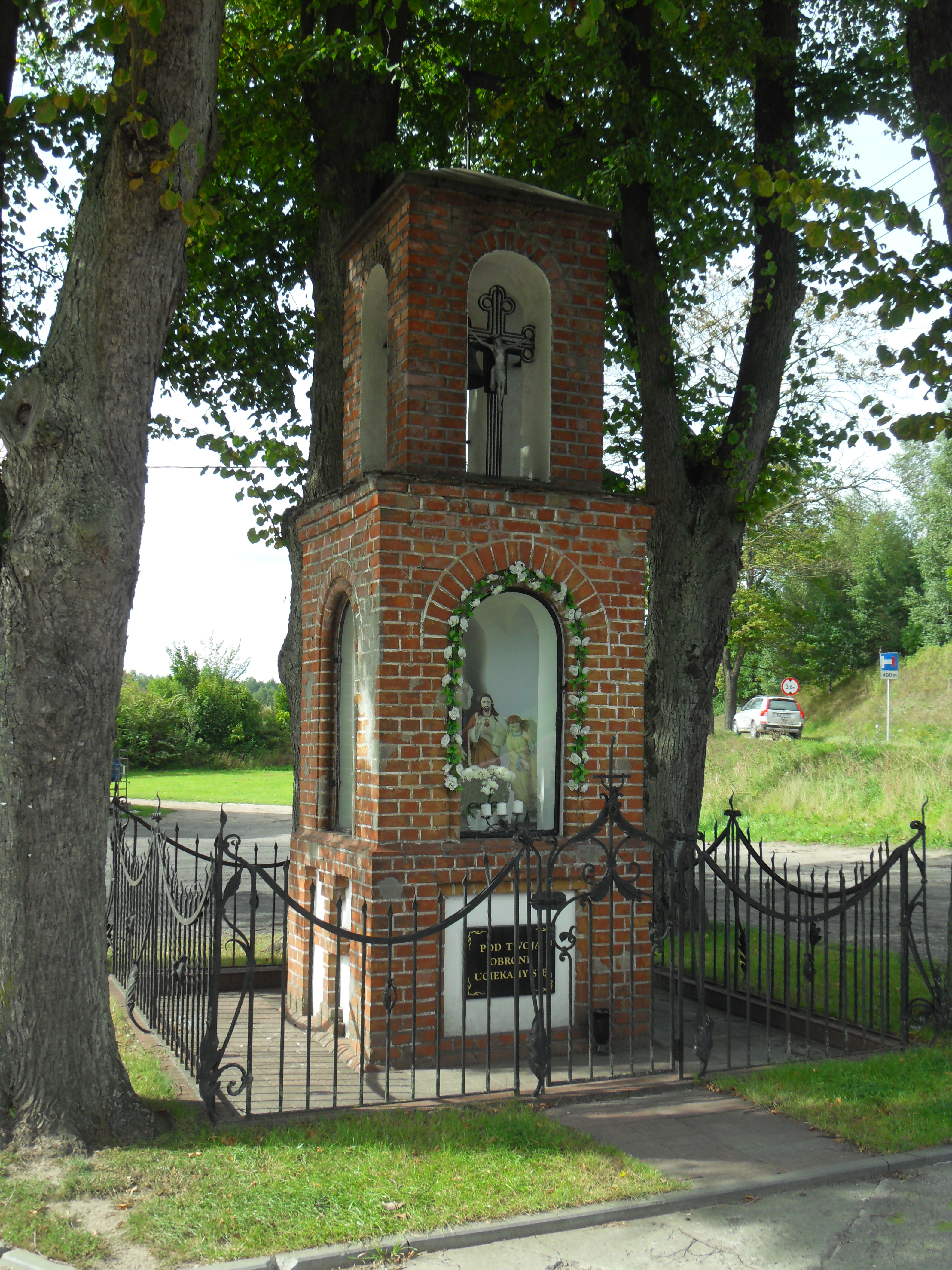
Kapliczka

## Nazwa miejscowości
Nazwa pierwszy raz wspomniana w 1209 r., w okresie panowania książąt pomorskich, jako wieś będąca własnością norbertanek z Żukowa, w formie Rambecove i Ramlecove. Zapis z roku 1224 Rambechovo oddaje już dzisiejszą formę nazwy. Niektóre poświadczenia z czasów krzyżackich - z roku 1342 Ramcov - stały się podstawą późniejszej oficjalnej nazwy niemieckiej Ramkau. Podobnie na mapie Schroettera z końca XVIII istnieje forma Ramkau.
Nazwa pochodzi od nazwy osobowej Rębiech, wzbogaconej o typowy na Kaszubach przyrostek -owo. Przezwisko Rębiech tworzy rdzeń rąbać z dodanym przyrostkiem -ech.

## Historia miejscowości
Wieś przekazana w 1209 r. jako uposażenie norbertankom z Żukowa przez księcia pomorskiego Mestwina I. W czasach krzyżackich wieś została lokowana przez zakonnice na nowo na prawie niemieckim w roku 1317. W tym okresie istniał już we wsi młyn.
Na koniec 1892 r. Rębiechowo miało 497 mieszkańców, 472 Kaszubów katolików i 25 Niemców (13 katolików i 12 ewangelików).
W 1913 r. było we wsi 2 większych właścicieli ziemskich: Johann Kupper i Peter Wandtke; karczmę prowadził Ludwig Krause; kołodziejem był Drzewicki; było 2 szewców: A. Domke i J. Klawikowski; kowalem był F. Piepke; było 2 rzeźników o nazwiskach B. Hallmann i Albert Ropel; Albert Ropel prowadził też sklep kolonialnospożywczy, kolejny taki punkt był w karczmie, a 2 pozostałe prowadzone były przez następujące osoby: Josef Perschowski oraz Michael Richert.
Rębiechowo należało w latach 1887 -1920 do istniejącego w okresie 1887 - 1939 powiatu Gdańskie Wyżyny (Landkreis Danziger Höhe). Od roku 1920 jest częścią powiatu kartuskiego.